# 善意企業
善意企業（Goodwill Industries International Inc.，简称Goodwill）是一个美国501(c)(3)非营利组织。該組織的目的是幫那些无法获得工作的人提供工作培训、就业安置服务和其他社区计划。善意企業的资金来自於自身開設的旧货店，这些旧货店也是以非营利的方式运作。
善意企業在韩国、委内瑞拉、巴西、墨西哥、巴拿马、乌拉圭、美国、加拿大等8个国家开展业务，在美国和加拿大的156个地方設有分支機構。善意企業成立於1902年，1915年，該組織首次被称为善意企業（Goodwill）。
善意企業的标志是一个字母G，它像一张笑脸。該標誌是由Joseph Selame于1968年设计。